# Arthur Willis
Arthur Willis (* 2. Februar 1920 in Denaby Main; † 7. November 1987 in Haverfordwest) war ein englischer Fußballspieler. Er war etatmäßiger linker Verteidiger in der Mannschaft von Tottenham Hotspur, die unter Trainer Arthur Rowe in der Saison 1950/51 die englische Meisterschaft gewann.

## Sportlicher Werdegang
Willis wurde in der Nähe der Stadt Doncaster in Denaby Main geboren. In jungen Jahren arbeitete er zunächst als Bergmann, bevor sich sein Talent als Fußballer herumsprach und er so das Interesse von Vereinen wie dem FC Barnsley und dem AFC Sunderland weckte. Er entschied sich jedoch im Jahr 1938 für Tottenham Hotspur, zunächst einmal auf Amateurbasis. Um sein Spiel einzuüben, wurde er zunächst an das Farmteam Northfleet United weitergeleitet und vor den nächsten sportlichen Schritten sorgte der Ausbruch des Zweiten Weltkriegs für eine langjährige Unterbrechung des offiziellen Ligaspielbetriebs. Während er für Vereine wie den FC Finchley und den FC Millwall gastierte, arbeitete er nun primär in einer Maschinenbaufabrik. Für die Spurs kam er regelmäßig in der Kriegsspielliga Football League South zum Zug, unterzeichnete im Januar 1944 den ersten Profivertrag und absolvierte sein erstes Pflichtspiel nach Kriegsende im Januar 1946 im FA Cup gegen den FC Brentford.
Oft kam Willis nicht über den Status eines Ergänzungsspielers hinaus und konnte Konkurrenten wie Sid Tickridge, Charlie Withers und später Mel Hopkins nicht verdrängen. Dies änderte sich zeitweise, nachdem ihn Trainer Arthur Rowe in der Zweitligasaison 1949/50 für die letzten beiden bedeutungslosen Ligapartien in die Startelf nominiert hatte. Es waren seine beiden einzigen Einsätze im Aufstiegsjahr, aber kurz nach Beginn der folgenden Spielzeit 1950/51 beförderte ihn Rowe als neuen Linksverteidiger zu Lasten von Charlie Withers. Dieser Tausch wirkte unscheinbar, da sowohl Willis als auch Withers einen ähnlichen Spielertypen verkörperten. Beide hatten ihre Prioritäten in der Defensivarbeit, zeichneten sich durch ein gutes Stellungsspiel aus, waren verhältnismäßig schnell und schossen im Karriereverlauf nur wenige Tore – Willis gelang nur ein einziger Treffer. Er galt jedoch als geeigneter in der Push-and-Run-Kurzpasstaktik von Trainer Rowe und war mit 39 Einsätzen maßgeblich für den Gewinn der englischen Meisterschaft 1951 mitverantwortlich. Als „Belohnung“ absolvierte er im fortgeschrittenen Fußballeralter von 31 Jahren am 3. Oktober 1951 gegen Frankreich (2:2) sein erstes und einziges A-Länderspiel für England.
Knapp drei Jahre später folgte er seinem Mannschaftskameraden Ron Burgess nach Wales zu Swansea Town. Dort verbrachte Willis drei Jahre, bevor er als Spielertrainer des Amateurklubs Haverfordwest County die Fußballerlaufbahn ausklingen ließ. Er verstarb im November 1987 im Alter von 67 Jahren in seiner walisischen Wahlheimat.

## Titel/Auszeichnungen
- Englischer Meister: 1951
- FA Charity Shield: 1951